# Епархия Сулеймании
Епархия Сулеймании (лат. Dioecesis Sulaimaniensis Chaldaeorum) — упразднённая епархия Халдейской католической церкви с центром в городе Сулеймания, Ирак. Епархия Сулеймании входила в Багдадскую митрополию. Численность верующих епархии Сулеймании на 2009 год составляла около 550 человек. Кафедра епархии являлась вакантной с момента учреждения. Епархией управляли апостольские администраторы.

## История
7 марта 1968 года Святым Престолом была учреждена епархия Сулеймании.
11 июля 2013 года епархия Сулеймании была упразднена и присоединена к архиепархии Киркука

## Источник
- Annuario Pontificio, Libreria Editrice Vaticana, Città del Vaticano, 2003, ISBN 88-209-7422-3